# Saison 2025 de l'équipe cycliste EF Education-EasyPost
La saison 2025 de l'équipe cycliste EF Education-EasyPost est la vingt-et-unième de cette équipe.

## Coureurs et encadrement technique

### Effectif
| Coureur                      | Date de Nais.     | Nationalité     | Équipe en 2024                    | Vict. | Cont.             | Maillot dist. |
| ---------------------------- | ----------------- | --------------- | --------------------------------- | ----- | ----------------- | ------------- |
| Vincenzo Albanese            | 12 novembre 1996  | Italie          | Arkéa-B&B Hotels                  | 1     | 01/2025 - 12/2027 |               |
| Kasper Asgreen               | 8 février 1995    | Danemark        | Soudal Quick-Step                 | 1     | 01/2025 - 12/2025 |               |
| Samuele Battistella          | 14 novembre 1998  | Italie          | Astana Qazaqstan Team             | 0     | 01/2025 - 12/2026 |               |
| Alex Baudin                  | 25 mai 2001       | France          | Decathlon AG2R La Mondiale        | 0     | 01/2025 - 12/2026 |               |
| Markel Beloki                | 27 juillet 2005   | Espagne         | EF Education-EasyPost             | 0     | 01/2024 - 12/2025 |               |
| Richard Carapaz              | 29 mai 1993       | Équateur        | EF Education-EasyPost             | 1     | 01/2023 - 12/2025 |               |
| Hugh Carthy                  | 9 juillet 1994    | Grande-Bretagne | EF Education-EasyPost             | 0     | 01/2017 - 12/2025 |               |
| Alexander Cepeda             | 16 juin 1998      | Équateur        | EF Education-EasyPost             | 2     | 01/2022 - 12/2025 |               |
| Esteban Chaves               | 17 janvier 1990   | Colombie        | EF Education-EasyPost             | 0     | 01/2022 - 12/2025 |               |
| Rui Costa                    | 5 octobre 1986    | Portugal        | EF Education-EasyPost             | 0     | 01/2024 - 12/2025 |               |
| Owain Doull                  | 2 mai 1993        | Grande-Bretagne | EF Education-EasyPost             | 0     | 01/2022 - 12/2025 |               |
| Ben Healy                    | 11 septembre 2000 | Irlande         | EF Education-EasyPost             | 2     | 01/2022 - 12/2026 |               |
| Mikkel Frølich Honoré        | 21 janvier 1997   | Danemark        | EF Education-EasyPost             | 0     | 01/2023 - 12/2025 |               |
| Alastair Mackellar           | 20 janvier 2002   | Australie       | Hagens Berman Jayco               | 0     | 01/2025 - 12/2026 |               |
| Madis Mihkels                | 31 mai 2003       | Estonie         | Intermarché-Wanty                 | 1     | 01/2025 - 12/2026 | - Route       |
| Lukas Nerurkar               | 14 novembre 2003  | Grande-Bretagne | EF Education-EasyPost             | 0     | 01/2024 - 12/2025 |               |
| Neilson Powless              | 3 septembre 1996  | États-Unis      | EF Education-EasyPost             | 2     | 01/2020 - 12/2027 |               |
| Sean Quinn                   | 10 mai 2000       | États-Unis      | EF Education-EasyPost             | 0     | 01/2022 - 12/2026 |               |
| Darren Rafferty              | 1er juillet 2003  | Irlande         | EF Education-EasyPost             | 0     | 01/2024 - 12/2025 |               |
| Jack Rootkin-Gray            | 5 novembre 2002   | Grande-Bretagne | EF Education-EasyPost             | 0     | 01/2024 - 12/2025 |               |
| Archie Ryan                  | 16 novembre 2001  | Irlande         | EF Education-EasyPost             | 0     | 01/2024 - 12/2025 |               |
| James Shaw                   | 13 juin 1996      | Grande-Bretagne | EF Education-EasyPost             | 0     | 01/2022 - 12/2025 |               |
| Colby Simmons                | 16 octobre 2003   | États-Unis      | EF Education-Aevolo               | 0     | 03/2025 - 12/2026 |               |
| Georg Steinhauser            | 21 octobre 2001   | Allemagne       | EF Education-EasyPost             | 0     | 01/2022 - 12/2026 |               |
| Harry Sweeny                 | 9 juillet 1998    | Australie       | EF Education-EasyPost             | 0     | 01/2022 - 12/2026 |               |
| Yuhi Todome                  | 18 juin 2002      | Japon           | EF Education-EasyPost             | 0     | 01/2024 - 12/2025 |               |
| Michael Valgren              | 7 février 1992    | Danemark        | EF Education-EasyPost             | 0     | 01/2024 - 12/2026 |               |
| Marijn van den Berg          | 19 juillet 1999   | Pays-Bas        | EF Education-EasyPost             | 2     | 01/2022 - 12/2026 |               |
| Jardi Christiaan van der Lee | 6 août 2001       | Pays-Bas        | EF Education-EasyPost             | 0     | 01/2024 - 12/2025 |               |
| Max Walker                   | 12 juillet 2001   | Grande-Bretagne | Astana Qazaqstan Development Team | 0     | 01/2025 - 12/2026 |               |

## Champions nationaux, continentaux et mondiaux
| Date         | Course                                      | Maillot | Coureurs      | Pays    | Lieu        |
| ------------ | ------------------------------------------- | ------- | ------------- | ------- | ----------- |
| 29 juin 2025 | Championnat d'Estonie de cyclisme sur route |         | Madis Mihkels | Estonie | Cesu Novads |